# Southwell
Southwell ist eine Stadt in der englischen Grafschaft Nottinghamshire.
Southwell ist seit 1884 der Sitz des Bischofs der Diözese Southwell and Nottingham der Anglikanischen Kirche.
Bereits in römischer Zeit wurde das heutige Stadtgebiet bewohnt. Bei Ausgrabungen wurden Reste einer römischen Villa gefunden.
Das Ende des Bürgerkriegs (Civil War) in England wurde durch die Gefangennahme von König Charles I. in Southwell durch schottische Truppen eingeleitet.

## Southwell Minster
Das Southwell Minster ist bekannt als gut erhaltener Kirchenbau aus normannischer Zeit. Der Vorgängerbau war eine Kirche aus angelsächsischer Zeit. Dieser wurde im 12. Jahrhundert durch den romanischen Westteil der heutigen Kirche ersetzt. Diese Bauphase war um 1130 beendet. Ab 1234 wurde der Ostteil der Kirche, der Chor, im gotischen Stil angebaut. Zum Ende des 13. Jahrhunderts wurde der achteckige Kapitelsaal, in dem die Versammlungen der Geistlichen der Diözese stattfanden, erbaut. Er ist bekannt durch die Steinschnitzereien, die Leaves of Southwell, die als frühe Darstellungen der Gestalten aus der Robin-Hood-Legende gedeutet werden. Die Blattkapitelle im Kapitelhaus der Kathedrale erinnern so stark an die im Naumburger Dom, dass sie von einem Schüler des Naumburger Meisters stammen können. Nach Zerstörungen im Englischen Bürgerkrieg sowie einem Brand wurde das Gebäude im 19. Jahrhundert umfassend restauriert und dient seit 1884 als Kathedrale.

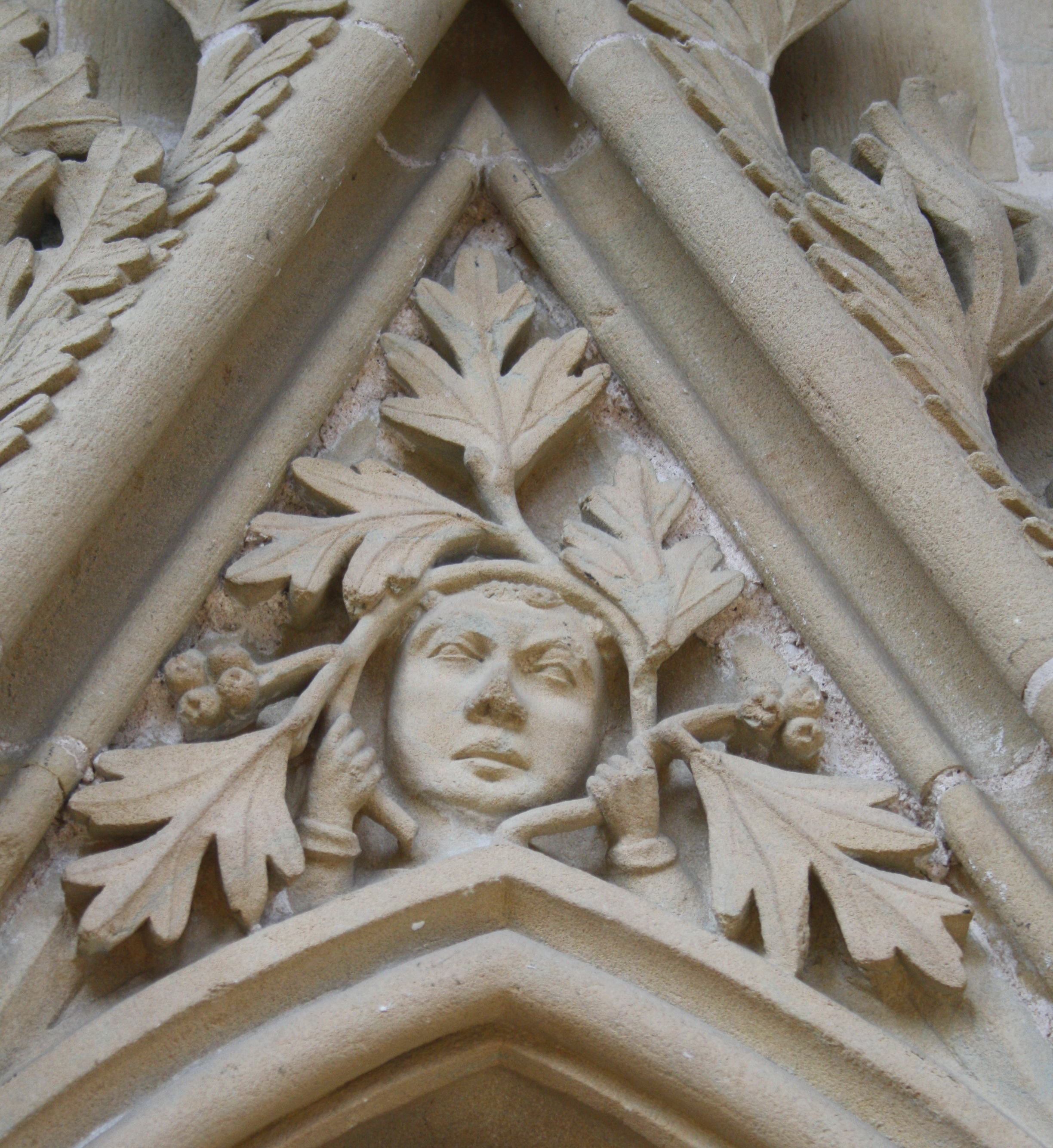
Eine Blattmaske aus den Green Leaves of Southwell
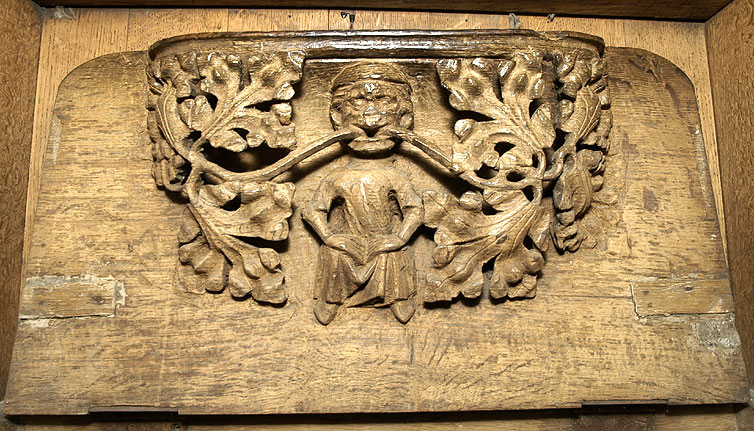
Blattmaske am Chorgestühl